# فيت بينش
فيت بينش (بالتشيكية: Vít Beneš)‏ (12 أغسطس 1988 بأوستي ناد لابم في التشيك - ) هو لاعب كرة قدم تشيكي في مركز الدفاع. شارك مع منتخب جمهورية التشيك تحت 21 سنة لكرة القدم. أما مع النوادي، فقد لعب مع نادي يابلونتس ونادي كلادنو.

## وصلات خارجية
- فيت بينش على موقع الاتحاد التشيكي (الإنجليزية)
- فيت بينش على موقع قاعدة بيانات كرة القدم.إي يو (الإنجليزية)
- فيت بينش على موقع Soccerway.com (الإنجليزية)
- فيت بينش على موقع عالم كرة القدم.نت (الإنجليزية)